# Olympische Sommerspiele 1952/Leichtathletik – Weitsprung (Männer)

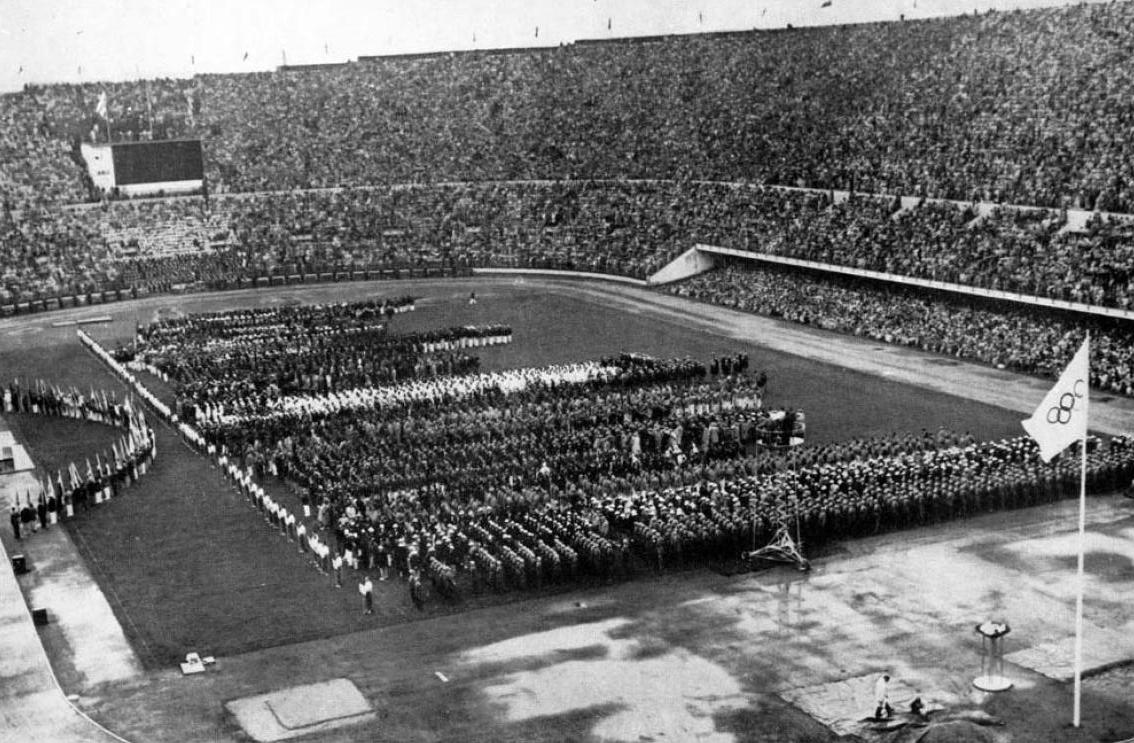
Eröffnungsfeier bei den Olympischen Spielen in Helsinki

Der Weitsprung der Männer bei den Olympischen Spielen 1952 in Helsinki wurde am 21. Juli 1952 ausgetragen. 27 Athleten nahmen teil.
Olympiasieger wurde der US-Amerikaner Jerome Biffle. Er gewann vor seinem Landsmann Meredith Gourdine und dem Ungarn Ödön Földessy.

## Bestehende Rekorde
| Weltrekord         | 8,13 m  | Jesse Owens ( USA)   | Ann Arbor, USA                    | 25. Mai 1935  |
| Olympischer Rekord | 7,825 m | Willie Steele ( USA) | OS London, Vereinigtes Königreich | 31. Juli 1948 |

## Durchführung des Wettbewerbs
Die Teilnehmer traten am 21. Juli in zwei Gruppen zu einer Qualifikationsrunde an, die Qualifikationsweite betrug 7,20 Meter. Da mit sieben Springern – hellblau unterlegt – weniger als zwölf Athleten die geforderte Weite schaffen, wurde das Finalstarterfeld nach den besten erzielten Weiten mit den nächstbesten Wettbewerbern – hellgrün unterlegt – auf zwölf Athleten aufgefüllt. Da sich hierbei ein Gleichstand von drei Springern ergab, starteten schließlich 13 Sportler im Finale. Die in der Qualifikation erzielten Resultate wurden nicht für das Finale gewertet.
Im Finale hatten alle Teilnehmer zunächst drei Versuche. Die sechs besten Athleten durften dann drei weitere Sprünge ausführen.

## Legende
Kurze Übersicht zur Bedeutung der Symbolik – so üblicherweise auch in sonstigen Veröffentlichungen verwendet:
| – | verzichtet |
| x | ungültig   |

## Zeitplan
21. Juli, 10:00 Uhr: Qualifikation

21. Juli, 16:10 Uhr: Finale

## Qualifikation
Datum: 21. Juli 1952, 10:00 Uhr

### Gruppe A
| Platz | Name                     | Nation      | 1. Versuch | 2. Versuch | 3. Versuch | Weite  |
| ----- | ------------------------ | ----------- | ---------- | ---------- | ---------- | ------ |
| 01    | Meredith Gourdine        | USA         | 7,19 m     | 7,41 m     | –          | 7,41 m |
| 02    | Jerome Biffle            | USA         | 6,73 m     | 7,40 m     | –          | 7,40 m |
| 03    | George Brown             | USA         | 7,32 m     | –          | –          | 7,32 m |
| 04    | Ödön Földessy            | Ungarn      | 7,15 m     | 7,25 m     | –          | 7,25 m |
| 05    | Ary de Sá                | Brasilien   | 7,24 m     | –          | –          | 7,24 m |
| 06    | Paul Faucher             | Frankreich  | 7,00 m     | 6,66 m     | 7,10 m     | 7,10 m |
| 07    | Leonid Grigorjew         | Sowjetunion | x          | x          | 7,09 m     | 7,09 m |
| 08    | Anton Breder             | Saarland    | 6,88 m     | 6,87 m     | 6,68 m     | 6,88 m |
| 09    | Brígido Iriarte          | Venezuela   | x          | x          | 6,82 m     | 6,82 m |
| 10    | Henryk Grabowski         | Polen       | 6,72 m     | x          | 6,77 m     | 6,77 m |
| 11    | Nikolai Anriuschtschenko | Sowjetunion | x          | 6,74 m     | x          | 6,74 m |
| NM    | Avni Akgün               | Türkei      | x          | x          | x          | ogV    |
| DNS   | Boris Brnad              | Jugoslawien |            |            |            |        |
| DNS   | Roy Fearon               | Guatemala   |            |            |            |        |
| DNS   | José Julio Barillas      | Guatemala   |            |            |            |        |
| DNS   | Francisco Castro         | Puerto Rico |            |            |            |        |
| DNS   | Álvaro Dias              | Portugal    |            |            |            |        |
| DNS   | Asnoldo Devonish         | Venezuela   |            |            |            |        |
| DNS   | Paulino Ferrer           | Venezuela   |            |            |            |        |

### Gruppe B

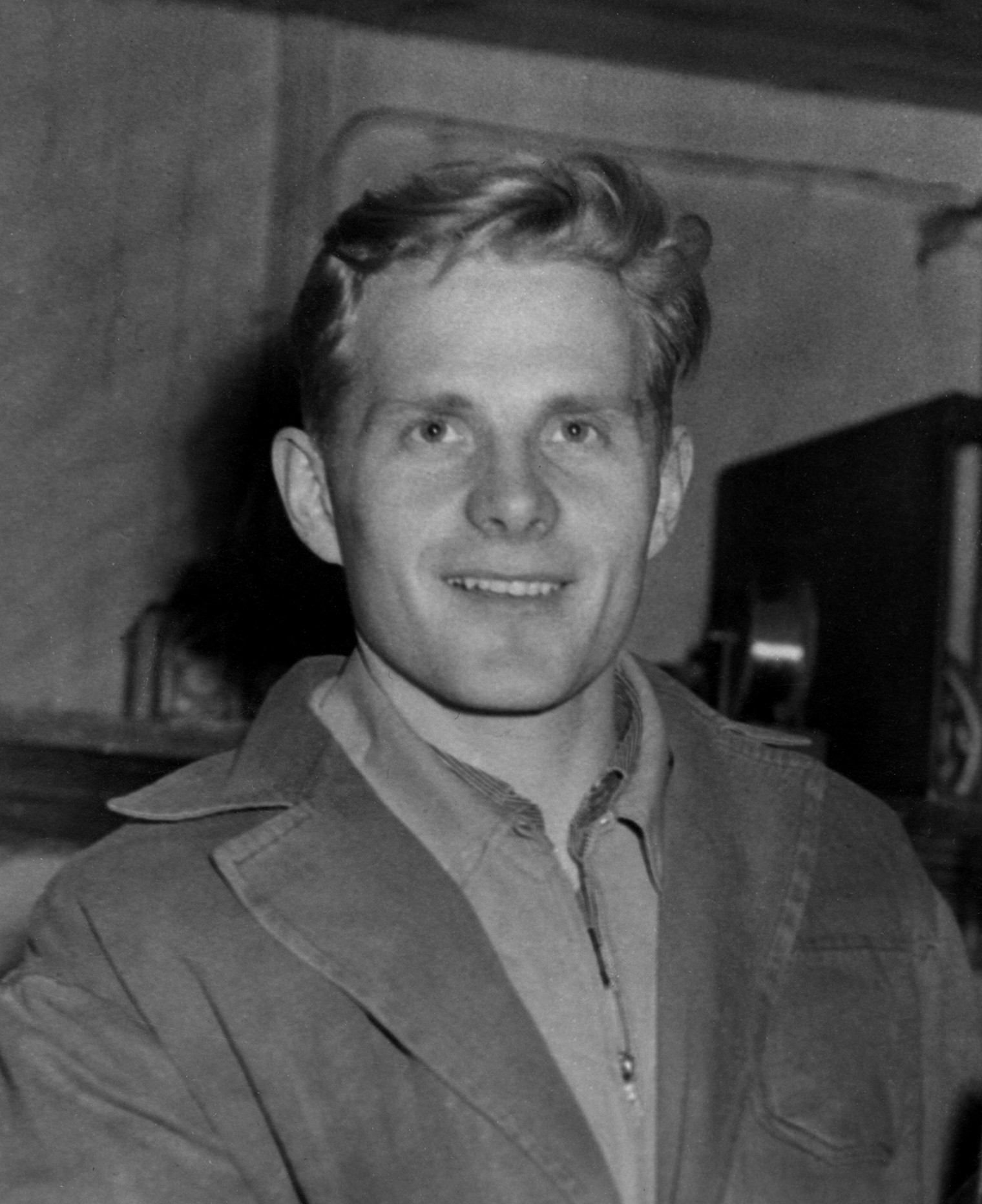
Jorma Valkama – ausgeschieden als Zehnter der B-Gruppe mit 6,97 m
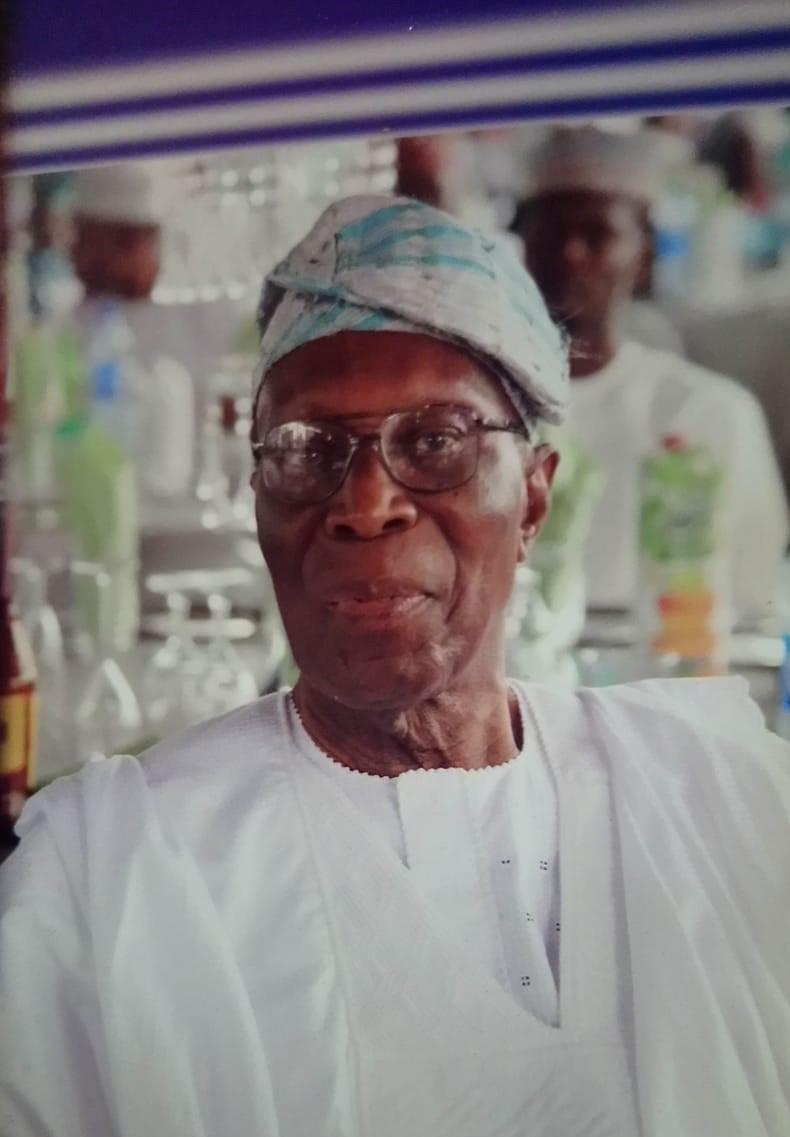
Karim Olowu (hier im Jahr 2014) – ausgeschieden als Elfter der B-Gruppe mit 6,96 m

| Platz | Name                  | Nation                | 1. Versuch | 2. Versuch | 3. Versuch | Weite  |
| ----- | --------------------- | --------------------- | ---------- | ---------- | ---------- | ------ |
| 01    | Neville Price         | Südafrikanische Union | x          | 7,11 m     | 7,36 m     | 7,36 m |
| 02    | Henk Visser           | Niederlande           | 7,03 m     | 7,21 m     | –          | 7,21 m |
| 03    | Masaji Tajima         | Japan                 | 7,04 m     | x          | 7,13 m     | 7,13 m |
| 04    | Karl-Erik Israelsson  | Schweden              | 5,26 m     | 6,98 m     | 7,10 m     | 7,10 m |
| 05    | Pentti Snellman       | Finnland              | 6,89 m     | x          | 7,09 m     | 7,09 m |
| 06    | Jorma Valtonen        | Finnland              | x          | 7,09 m     | x          | 7,09 m |
| 07    | Carlos Vera           | Chile                 | 6,54 m     | 6,82 m     | 7,07 m     | 7,07 m |
| 08    | Felix Würth           | Österreich            | 6,99 m     | x          | x          | 6,99 m |
| 09    | Sylvanus Williams     | Nigeria               | x          | 6,85 m     | 6,98 m     | 6,98 m |
| 10    | Jorma Valkama         | Finnland              | 6,97 m     | x          | x          | 6,97 m |
| 11    | Karim Olowu           | Nigeria               | 6,84 m     | 6,97 m     | 6,89 m     | 6,96 m |
| 12    | Geraldo de Oliveira   | Brasilien             | x          | 6,42 m     | 6,71 m     | 6,71 m |
| 13    | Patrick Leane         | Australien            | 6,35 m     | 6,40 m     | 5,18 m     | 6,40 m |
| 14    | Kamtorn Sanidwong     | Thailand              | 5,31 m     | 4,43 m     | x          | 5,31 m |
| NM    | Xandadaş Mədətov      | Sowjetunion           | x          | x          | x          | ogV    |
| DNS   | Günther Jobst         | BR Deutschland        |            |            |            |        |
| DNS   | Sebastián Junqueras   | Spanien               |            |            |            |        |
| DNS   | Mikhail Mikhail       | Griechenland          |            |            |            |        |
| DNS   | Vasilios Sakellarakis | Griechenland          |            |            |            |        |

## Finale und Endresultat
Datum: 21. Juli 1952, 16:10 Uhr
| Platz | Name                 | Nation                | 1. Versuch | 2. Versuch | 3. Versuch | 4. Versuch                                | 5. Versuch                                | 6. Versuch                                | Endresultat |
| ----- | -------------------- | --------------------- | ---------- | ---------- | ---------- | ----------------------------------------- | ----------------------------------------- | ----------------------------------------- | ----------- |
| 1     | Jerome Biffle        | USA                   | 7,21 m     | x          | 7,57 m     | 7,49 m                                    | 7,36 m                                    | 7,51 m                                    | 7,57 m      |
| 2     | Meredith Gourdine    | USA                   | 7,38 m     | 6,58 m     | 7,53 m     | x                                         | x                                         | x                                         | 7,53 m      |
| 3     | Ödön Földessy        | Ungarn                | 7,04 m     | 7,23 m     | x          | 7,17 m                                    | 7,30 m                                    | 7,12 m                                    | 7,30 m      |
| 4     | Ary de Sá            | Brasilien             | 7,15 m     | 6,77 m     | 7,06 m     | 7,22 m                                    | 7,20 m                                    | 7,23 m                                    | 7,23 m      |
| 5     | Jorma Valtonen       | Finnland              | x          | 7,06 m     | 7,16 m     | x                                         | x                                         | 6,97 m                                    | 7,16 m      |
| 6     | Leonid Grigorjew     | Sowjetunion           | x          | 7,14 m     | 6,92 m     | 5,55 m                                    | x                                         | 6,67 m                                    | 7,14 m      |
|       |                      |                       |            |            |            |                                           |                                           |                                           |             |
| 7     | Karl-Erik Israelsson | Schweden              | x          | x          | 7,10 m     | nicht im Finale der besten sechs Springer | nicht im Finale der besten sechs Springer | nicht im Finale der besten sechs Springer | 7,10 m      |
| 8     | Paul Faucher         | Frankreich            | x          | 6,96 m     | 7,02 m     | nicht im Finale der besten sechs Springer | nicht im Finale der besten sechs Springer | nicht im Finale der besten sechs Springer | 7,02 m      |
| 9     | Pentti Snellman      | Finnland              | x          | 6,88 m     | 7,02 m     | nicht im Finale der besten sechs Springer | nicht im Finale der besten sechs Springer | nicht im Finale der besten sechs Springer | 7,02 m      |
| 10    | Masaji Tajima        | Japan                 | x          | 7,00 m     | x          | nicht im Finale der besten sechs Springer | nicht im Finale der besten sechs Springer | nicht im Finale der besten sechs Springer | 7,00 m      |
| 11    | Neville Price        | Südafrikanische Union | 6,40 m     | x          | x          | nicht im Finale der besten sechs Springer | nicht im Finale der besten sechs Springer | nicht im Finale der besten sechs Springer | 6,40 m      |
| NM    | George Brown         | Vereinigte Staaten    | x          | x          | x          | nicht im Finale der besten sechs Springer | nicht im Finale der besten sechs Springer | nicht im Finale der besten sechs Springer | ogV         |
| NM    | Henk Visser          | Niederlande           | x          | x          | x          | nicht im Finale der besten sechs Springer | nicht im Finale der besten sechs Springer | nicht im Finale der besten sechs Springer | ogV         |

Als Topfavorit galt der US-Springer George Brown. Im Finale hatte er jedoch drei Fehlversuche und schied aus. Die besten drei Springer in der Qualifikation am Vormittag waren Meredith Gourdine und Jerome Biffle aus den USA sowie der Südafrikaner Neville Price. Price hatte sich jedoch in der Qualifikation verletzt und erreichte in diesem Finale nur 6,40 m. Damit kam er auf Rang elf. Biffle – 7,57 m – und Gourdine – 7,53 m – schafften ihre Bestweiten jeweils im dritten Versuch. Sie lagen nur um vier Zentimeter auseinander, waren aber mit diesen nicht unbedingt überragenden Resultaten immer noch deutlich besser als der Rest des Feldes. Der Ungar Ödön Földessy errang mit gerade einmal 7,30 m die Bronzemedaille.
So fiel das Niveau dieses Wettbewerbs trotz guter Sprunganlage gegenüber den meisten anderen Wettbewerben deutlich ab.
Im zwölften olympischen Finale gewann Jerome Biffle die elfte Goldmedaille für die USA. Biffle und Meredith Gourdine gelang der siebte Doppelsieg der USA in dieser Disziplin.

Ödön Földessy gewann die erste Medaille für Ungarn im Weitsprung.

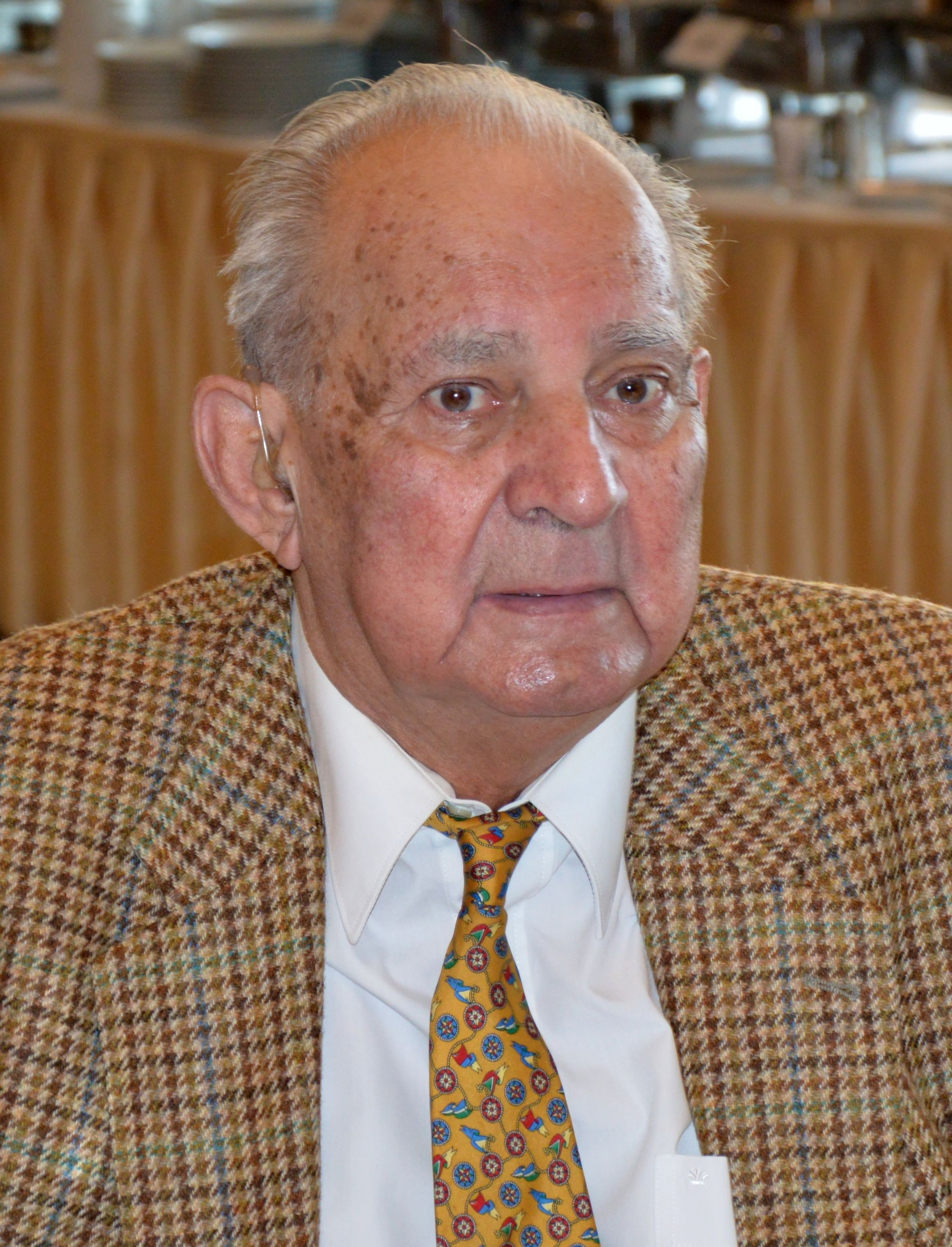
Ödön Földessy (hier im Jahr 2013) gewann die Bronzemedaille
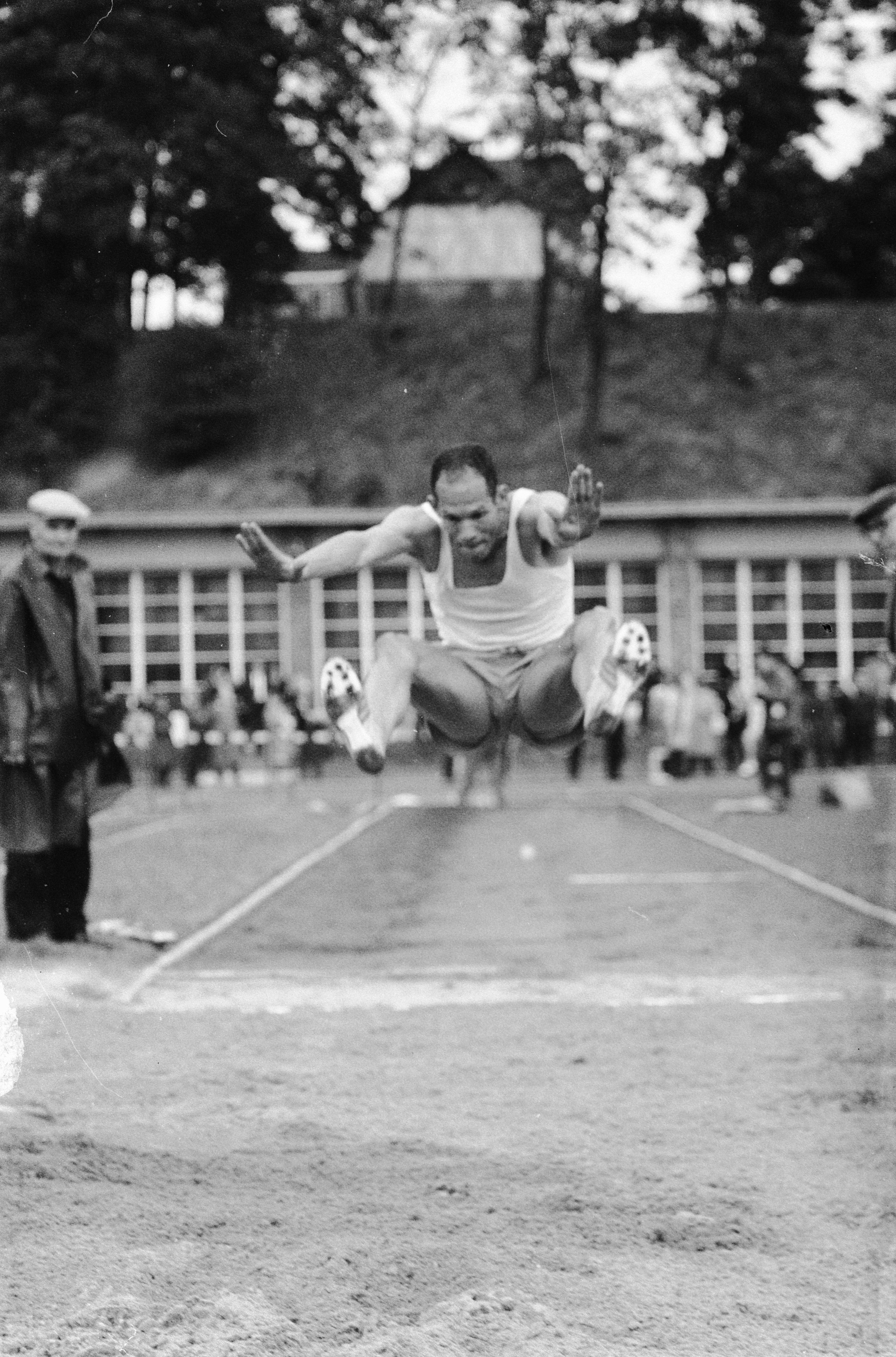
Henk Visser blieb im Finale ohne gültigen Versuch

## Video
- Jerome Biffle 1952 Olympics, youtube.com, abgerufen am 27. September 2017